# Amyema scandens
Amyema scandens är en tvåhjärtbladig växtart. Amyema scandens ingår i släktet Amyema och familjen Loranthaceae.

## Underarter
Arten delas in i följande underarter:
- A. s. crassifolium
- A. s. scandens